# Флавио Минуано
Фла́вио Алмейда да Фонсека (порт.-браз. Flávio Almeida da Fonseca; 9 июля или 9 сентября 1944, Порту-Алегри), более известный под именем Флавио Минуано (порт.-браз. Flávio Minuano), а также Флавио Бикудо (порт.-браз. Flávio Bicudo) — бразильский футболист, нападающий. Он забил за карьеру 1070 голов.

## Карьера
Флавио Минуано родился в бедной семье, где мать Жувентина в одиночку воспитывала троих детей. С ранних лет он работал, утром разнося газеты, а днём играя на улице или в придомовом оркестре на саксофоне. Одновременно Флавио играл в футбол в местной любительской команде, названной «Реал Мадрид». В 1959 году он пришёл на просмотр в клуб «Интернасьонал», где в контрольной игре за молодёжный состав забил 3 гола за 35 минут. С 1961 года он стал играть за основу команды и выиграл с ней чемпионат штата. Его дебютной игрой стал матч против «Жувентуде» 2 марта 1961 года, а 8 марта он забил первый мяч за клуб, поразив ворота «Флориано». Всего за клуб он забил 52 гола в 67 матчах. В 1964 году форвард перешёл в «Коринтианс», заплативший за трансфер нападающего 110 млн крузейро. Он дебютировал в составе команды 15 марта в матче с «Фламенго» (1:2) на турнире Рио-Сан-Паулу, в том же розыгрыше он забил первый мяч, поразив ворота «Флуминенсе». В 1965 году он стал лучшим бомбардиром турнира Рио-Сан-Паулу, а через год выиграл с клубом это соревнование. В 1967 году Минуано стал лучшим бомбардиром чемпионата штата Сан-Паулу с 21 голом, став первым игроком не из «Сантоса» за 10 сезонов, который выиграл бомбардирский спор. А годом позже Минуано забил гол, который прервал 11-летнюю без выигрышную серию «Коринтианса» в матчах с «Сантосом». В этом же клубе футболист получил прозвище «Минуано», означавшее холодный и резкий ветер, дувший в Риу-Гранди-ду-Сул. Это прозвище придумал нарратор Жералду Жозе де Алмейда. Всего за «Коринтианс» форвард провёл 228 матчей и забил 172 гола.
В 1969 году Флавио перешёл во «Флуминенсе». 15 марта 1969 года он дебютировал в составе команды в матче с «Мадурейрой» (6:1), где он забил три гола. В этом же году он выиграл Кубок Гуанабара, а затем принёс победу в розыгрыше чемпионата штата Рио-де-Жанейро, где он стал ещё и лучшим бомбардиром турнира с 15 голами, включая решающий мяч в финальной игре с «Фламенго», где его команда проигрывала по ходу встречи. В 1970 году он во второй раз подряд стал лучшим бомбардиром чемпионата штата, а также помог клубу впервые в своей истории победить в розыгрыше чемпионата Бразилии, при этом в розыгрыше он забил 11 голов, уступив лишь гол Тостао. В 1971 году он выиграл еще один чемпионат штата, но уже играл не столь ярко, например в решающей игре с «Ботафого», Минуано вышел на поле только со скамьи запасных, а его место занимал Микки. 10 июля 1971 года он провёл последний матч за «Флу», в котором его клуб сыграл вничью с «Бангу» (3:3), а всего за клуб он провёл 114 матчей и забил 93 гола.
В 1972 году он перешёл в португальский «Порту», заплативший за форварда 580 тыс. крузейро. Он дебютировал в составе команды 26 сентября в матче чемпионата Португалии с «Боавиштой», где забил дважды. В первые два сезона он забил 22 и 24 гола, но затем стал играть хуже и даже потерял место в основе команды. Всего за «Порту» Флавио сыграл 90 матчей и забил 54 гола. В 1975 году Минуано возвратился в Бразилию, в «Интернасьонал», где сыграл 13 июля первый матч, пришедшийся на классическое противостояние «Гре-Нал», и где он забил уже на 4 минуте встречи. 10 августа, в финальном матче, вновь против «Гремио», Флавио в дополнительное время забил единственный в матче гол, принёсший «Интеру» победу в чемпионате штата. В том же году он выиграл чемпионат Бразилии, а также стал лучшим бомбардиром первенства, забив 16 голов. Летом 1976 года Флавио перешёл в «Пелотас», и тогда он забил свой тысячный гол в карьере, поразив ворота «Жувентуде». В следующем году он стал лучшим бомбардиром чемпионата штата, при чём форвард играл только в первом раунде турнира. Всего за клуб он забил 19 голов. В 1977 году он был арендован «Сантосом», где забил 3 гола, а затем перешёл в стан «Фигейренсе», где забил только один мяч. Затем вновь играл за «Пелотас», потом за клубы «Бразилиа», где забил дважды в шести играх, и «Пайсанду», а завершил карьеру в боливийском «Хорхе Вильстерманне», за который отличился 11 раз.
После окончания карьеры, Минуано остался жить в районе Сидаде Тирадентес в Сан-Паулу, где работал в футбольных школах Парк-ду-Карму и Эрмино Матараццо. В 2010 году Минуано был увековечен на аллее славы «Коринтианса», где расположили слепки его ступней.

## Международная статистика
| Матчи Флавио Минуано за сборную Бразилии | Матчи Флавио Минуано за сборную Бразилии | Матчи Флавио Минуано за сборную Бразилии | Матчи Флавио Минуано за сборную Бразилии | Матчи Флавио Минуано за сборную Бразилии | Матчи Флавио Минуано за сборную Бразилии | Матчи Флавио Минуано за сборную Бразилии |
| ---------------------------------------- | ---------------------------------------- | ---------------------------------------- | ---------------------------------------- | ---------------------------------------- | ---------------------------------------- | ---------------------------------------- |
| №                                        | Дата                                     | Место проведения                         | Оппонент                                 | Счёт                                     | Голы                                     | Турнир                                   |
| 1                                        | 3 марта 1963                             | Асунсьон                                 | Парагвай                                 | 2:2                                      | 1                                        | Товарищеский матч                        |
| 2                                        | 10 марта 1963                            | Кочабамба                                | Перу                                     | 1:0                                      | —                                        | Чемпионат Южной Америки                  |
| 3                                        | 14 марта 1963                            | Ла-Пас                                   | Колумбия                                 | 5:1                                      | 1                                        | Чемпионат Южной Америки                  |
| 4                                        | 17 марта 1963                            | Ла-Пас                                   | Парагвай                                 | 0:2                                      | —                                        | Чемпионат Южной Америки                  |
| 5                                        | 24 марта 1963                            | Ла-Пас                                   | Аргентина                                | 0:3                                      | —                                        | Чемпионат Южной Америки                  |
| 6                                        | 27 марта 1963                            | Кочабамба                                | Эквадор                                  | 2:2                                      | —                                        | Чемпионат Южной Америки                  |
| 7                                        | 31 марта 1963                            | Кочабамба                                | Боливия                                  | 4:5                                      | 2                                        | Чемпионат Южной Америки                  |
| 8                                        | 2 июня 1965                              | Рио-де-Жанейро                           | Бельгия                                  | 5:0                                      | 1                                        | Товарищеский матч                        |
| 9                                        | 6 июня 1965                              | Рио-де-Жанейро                           | ФРГ                                      | 2:0                                      | 1                                        | Товарищеский матч                        |
| 10                                       | 9 июня 1965                              | Рио-де-Жанейро                           | Аргентина                                | 0:0                                      | —                                        | Товарищеский матч                        |
| 11                                       | 17 июня 1965                             | Оран                                     | Алжир                                    | 3:0                                      | —                                        | Товарищеский матч                        |
| 12                                       | 30 июня 1965                             | Сольна                                   | Швеция                                   | 2:1                                      | —                                        | Товарищеский матч                        |
| 13                                       | 4 июля 1965                              | Москва                                   | СССР                                     | 3:0                                      | 1                                        | Товарищеский матч                        |
| 14                                       | 16 ноября 1965                           | Лондон                                   | Арсенал (Лондон)                         | 0:2                                      | —                                        | Товарищеский матч                        |
| 15                                       | 21 ноября 1965                           | Рио-де-Жанейро                           | СССР                                     | 2:2                                      | —                                        | Товарищеский матч                        |
| 16                                       | 15 мая 1966                              | Сан-Паулу                                | Чили                                     | 1:1                                      | —                                        | Товарищеский матч                        |
| 17                                       | 25 июля 1968                             | Асунсьон                                 | Парагвай                                 | 4:0                                      | —                                        | Кубок Освалдо Круза                      |
| 18                                       | 28 июля 1968                             | Асунсьон                                 | Парагвай                                 | 0:1                                      | —                                        | Кубок Освалдо Круза                      |

## Достижения

### Командные
- Чемпион штата Риу-Гранди-ду-Сул: 1961, 1975, 1976
- Победитель Турнира Рио-Сан-Паулу: 1966
- Обладатель Кубка Освалдо Круза: 1968
- Обладатель Кубка Гуанабара: 1969, 1971
- Чемпион штата Рио-де-Жанейро: 1969, 1971
- Чемпион Бразилии: 1970, 1975

### Личные
- Лучший бомбардир Турнира Рио-Сан-Паулу: 1965 (14 голов)
- Лучший бомбардир чемпионата штата Сан-Паулу: 1967 (21 гол)
- Лучший бомбардир чемпионата штата Рио-де-Жанейро: 1969 (15 голов), 1970 (18 голов)
- Лучший бомбардир Кубка Гуанабара: 1970 (8 голов)
- Лучший бомбардир чемпионата Бразилии: 1975 (16 голов)
- Лучший бомбардир чемпионата штата Риу-Гранди-ду-Сул: 1977 (13 голов)

## Личная жизнь
У Флавио четверо детей. Трое живут в Порту-Алегри, а один в Германии.